# Bahnstrecke Lessebo–Målerås
| |                     |                                            |           |
| Streckennummer: | KLJ                 |                                            |           |
| Streckenlänge: | 30 km               |                                            |           |
| Spurweite: | 600 mm (Schmalspur) |                                            |           |
| Maximale Neigung: | 29 ‰                |                                            |           |
| Minimaler Radius: | 120 m               |                                            |           |
| Streckengeschwindigkeit: | 20 km/h             |                                            |           |
| |                     |                                            |           |
| \| \| \| Übergang zur Kust till kust-banan \| \| \| \| 30 \| Lessebo \| Lessebo \| \| \| 23 \| Ekeberga \| Ekeberga \| \| \| 14 \| Kosta \| Kosta \| \| \| 7 \| Ideholm \| Ideholm \| \| \| 0 \| Målerås S \| Målerås S \| \| \| \| Übergang zur Bahnstrecke Nybro–Sävsjöström \| \| |                     |                                            |           |
| |                     | Übergang zur Kust till kust-banan          |           |
| Kopfbahnhof Streckenanfang (Strecke außer Betrieb) | 30                  | Lessebo                                    | Lessebo   |
| Bahnhof (Strecke außer Betrieb) | 23                  | Ekeberga                                   | Ekeberga  |
| Bahnhof (Strecke außer Betrieb) | 14                  | Kosta                                      | Kosta     |
| Bahnhof (Strecke außer Betrieb) | 7                   | Ideholm                                    | Ideholm   |
| Kopfbahnhof Streckenende (Strecke außer Betrieb) | 0                   | Målerås S                                  | Målerås S |
| |                     | Übergang zur Bahnstrecke Nybro–Sävsjöström |           |

Die Bahnstrecke Lessebo–Målerås war eine schmalspurige Eisenbahnstrecke in Schweden. Sie hatte eine Spurweite von 600 Millimeter.

## Strecke Kosta–Lessebo
In den frühen 1880er-Jahren untersuchte die Glashütte Kosta in Småland die Möglichkeiten, die Transportwege zu den Fertigungsstätten zu verbessern. Der damalige Direktor der Glashütte Axel Hummel nahm die Idee des von Decauville entwickelten Feldbahnsystems mit festen und transportablen Streckenteilen mit Spurweiten von 400 bis 600 mm auf, das er zum schwedischen Kostasystem mit der in Schweden üblichen Kleinstspurweite von 600 mm (etwa zwei schwedische Fuß) weiter entwickelte. Daher kommt die Bezeichnung tvåfotabana.
Hummel baute mit dieser Spurweite eine 16 Kilometer lange Strecke zwischen der Glashütte und dem Bahnhof Lessebo an der damals bereits bestehenden Normalspurstrecke Karlskrona–Växjö. Die Strecke wurde ohne Lizenz gebaut, da sie im Wesentlichen auf eigenen Grundstücken verlief und nur Fracht für den eigenen Bedarf beförderte. Nach den Systemkriterien wurde die Strecke in vereinfachter Form errichtet. Dabei entstanden Kurvenradien von 120 Metern sowie Steigungsabschnitte mit 25 – 28,5 bis 33,3 Promille. Die Schienen auf der 600 mm breiten Bahnstrecke hatten ein Metergewicht von neun Kilogramm. Die Eröffnung der Strecke fand am 1. Juli 1888 statt.
Schon nach kurzer Zeit stellte sich heraus, dass neben dem innerbetrieblichen Frachtverkehr in der Region Interesse am allgemeinen Güter- und Personenverkehr bestand. Deshalb wurde am 19. März 1889 eine Konzession für die Strecke beantragt. Dabei wurde festgestellt, dass die vereinfachte Bauweise der Strecke nicht ausreichte, um eine Erlaubnis für die öffentliche Nutzung zu erhalten. Dafür wurden folgende Forderungen aufgestellt: Lokomotiven mit mindestens drei oder vier Achsen zur Verbesserung der Kurvenläufigkeit, Güterwagen mit Drehgestellen mit einem Drehgestellabstand von mindestens vier Metern, wobei der Radstand zwei Meter nicht überschreiten durfte. Die höchste Steigung durfte nur noch 29 Promille haben und alle Holzbrücken mussten durch Eisenbrücken ersetzt werden.
Nach Erfüllung dieser Kriterien wurde die ab diesem Zeitpunkt Kosta–Lessebo Järnväg (KLJ) genannte Bahnstrecke am 20. August 1891 für den allgemeinen Verkehr eröffnet. Die Vermessungen ergaben, dass die größte Steigung 28,5 Promille und der Mindestradius der Strecke 120 Meter betrug. Lediglich die Zufahrt zum Bahnhof von Lessebo, wo sich ein Gleisdreieck befand, hatte einen Radius von 90 Meter, bei Weichen durfte dieser 60 Meter betragen. Die Höchstgeschwindigkeit auf der Strecke betrug 20 km/h.
Insgesamt wurden folgende Fahrzeuge beschafft:
| Nummer | Name      | Bauart    | Achsfolge        | Hersteller                               | Fabr.-Nr./ Baujahr | Besonderes                                                                                     |
| ------ | --------- | --------- | ---------------- | ---------------------------------------- | ------------------ | ---------------------------------------------------------------------------------------------- |
| 1      | KOSTA     |           | B' B 2           | Decauville Ainé (Frankreich)             | 58 1888            | 1939 ausgemustert                                                                              |
| 2      | A. MALLET | Tenderlok | B' B n4vt        | Munktells Mekaniska Verkstad, Eskilstuna | 27 1891            | 1901 in LESSEBO umbenannt, 1948 an Munkedals Järnväg, 1954 an Museum Tomteboda, heute bei ÖSlJ |
| 3      | MÅLERÅS   | Tenderlok | B n2t oder B' B? | Orenstein & Koppel, Berlin               | 611 1901           | 1948 an Aspa bruk Nr. 6, 1951 ausgemustert                                                     |
| 4      | PYSEN     | Tenderlok | B t              | Decauville Ainé (Frankreich)             | 60 1888            | 1908 gekauft und als Lok 4 eingereiht, 1931 nach Kalmar abgegeben, 1951 ausgemustert           |

| Nummer | Achsfolge | Hersteller              | Fabr.-Nr./ Baujahr | Besonderes                                                                         |
| ------ | --------- | ----------------------- | ------------------ | ---------------------------------------------------------------------------------- |
| 1      | 1 B 1 t   | Motala Verkstad, Motala | 148 1894           | 1938 Umbau zu Motorlok; 1938 von Nättraby–Alnaryd–Älmaboda Jv., 1948 nach Ohs bruk |
| 4      |           | Hässleholm M. V.        | ? 1925             | ursprünglich Triebwagen 10, Umbau 1946 in Motorlok 4                               |

Dazu kamen 14 zweiachsige Güterwagen von Decauville Ainé und ein Drehgestellpersonenwagen aus belgischer Produktion.

## Strecke Kosta–Målerås

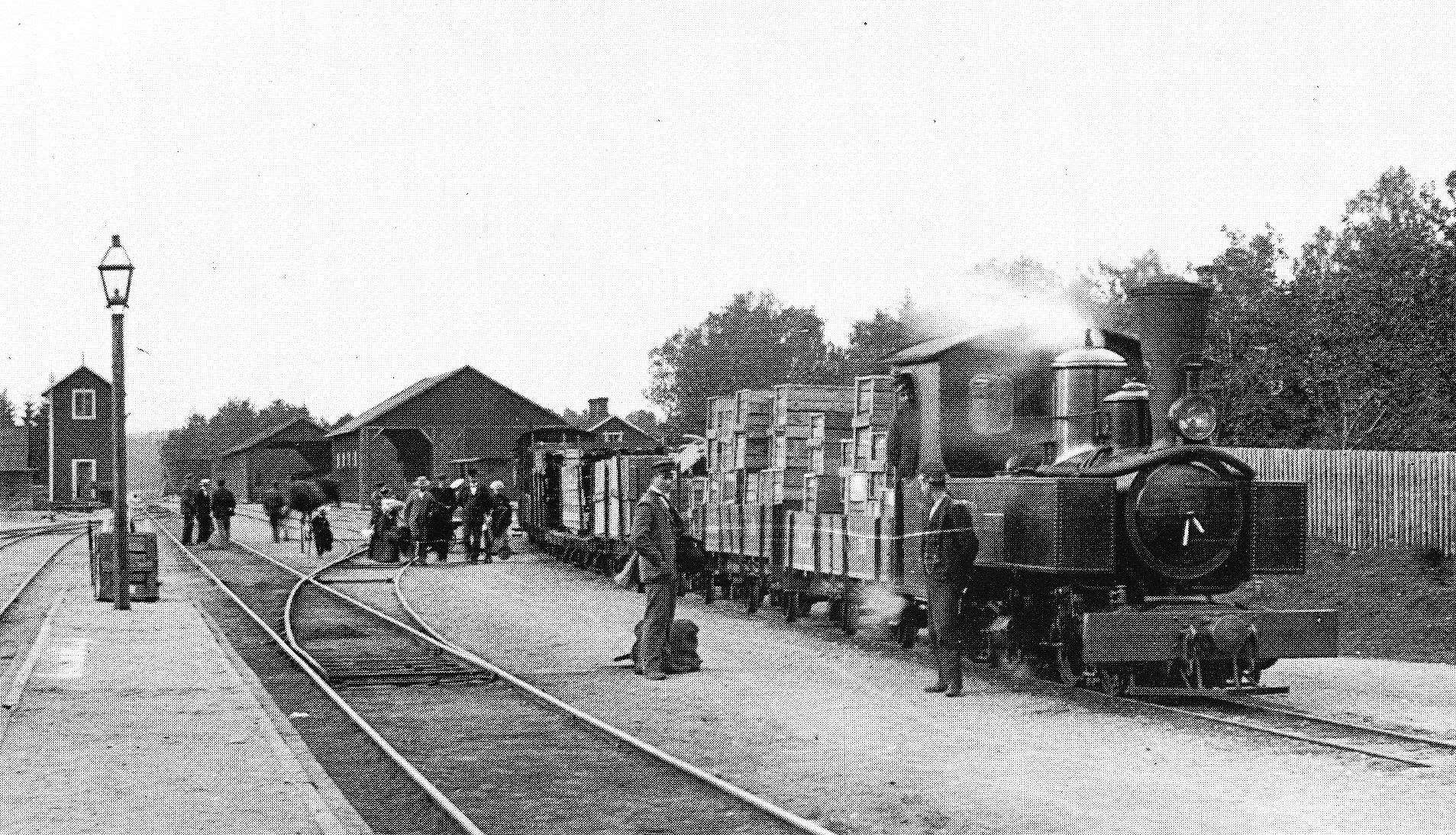
Ankunft eines Zuges aus Kosta in Lessebo, um 1905

In der Folgezeit versuchte Axel Hummel, die Strecke zu erweitern. Eine Konzession für eine Verlängerung von Kosta nach Oskarshamn wurde abgelehnt. Hummel beantragte daher eine weitere Genehmigung für die Verlängerung von Kosta nach Målerås, einen Bahnhof an der Strecke Nybro–Sävsjöström. Die Zeichnungen und die Kalkulation hatte S. Engström vorbereitet. Danach sollte die maximale Steigung 25 Promille haben, der minimale Krümmungsradius sollte bei 150 Metern liegen und die Schienen mit einem Metergewicht von neun Kilogramm ausgeführt werden. Die Kosten der 13,4 Kilometer langen Strecke wurde auf 124 561 Kronen geschätzt.
Unter der Auflage, eine weitere Dampflokomotive und einen Personenwagen zu beschaffen, wurde die Konzession am 31. Dezember 1895 erteilt. Die Bauarbeiten begannen erst 1898, bereits am 1. April 1898 wurde die neue Strecke dem Verkehr übergeben. Die Lokomotive wurde erst 1901 von Orenstein & Koppel in Berlin geliefert.

## Kosta Järnvägsaktiebolag / Kosta Nya Järnvägsaktiebolag
Die Kosta Järnvägsaktiebolag war eine schwedische Aktiebolag. Sie wurde am 13. Mai 1897 mit dem Ziel gegründet, die Bahnstrecke Kosta–Lessebo im öffentlichen Betrieb zu betreiben und den Streckenabschnitt Kosta–Målerås zu errichten und zu betreiben. Ihr erster Geschäftsführer war Alex Hummel. Am 2. April 1898 und 13. Mai 1898 übertrug Hummel die Lizenzen für Strecken Kosta–Lessebo und Kosta–Målerås der Kosta Järnvägsaktiebolag. Die gesamte Strecke mit 30 Kilometern Länge erhielt den Namen Kosta Järnväg. Die Kennzeichnung der Fahrzeuge von der ursprünglichen KLJ blieb erhalten. Weitere Versuche von Hummel, die Strecke bis nach Oskarshamn zu verlängern, scheiterten. Während der Verkehr auf dem Abschnitt Kosta–Lessebo zufriedenstellend lief, blieb er zwischen Kosta und Målerås hinter den Erwartungen zurück.
1905 erfolgte eine Umwandlung der Kosta Järnvägsaktiebolag in die Kosta Nya Järnvägsaktiebolag. C. G. Fogelberg wurde der neue Geschäftsführer. Auf den Bahnbetrieb hatte diese Änderung keinen Einfluss.

## Einstellung
Der Streckenabschnitt zwischen Kosta und Målerås warf jährlich Verluste ab, während zwischen Kosta und Lessebo Gewinne erwirtschaftet wurden. 1900 beförderte die Bahn 22.600 Fahrgäste. Bis zum Ersten Weltkrieg blieb das Aufkommen mit rund 20.000 Fahrgästen relativ stabil, so dass 1907 fünf Prozent und 1918 sechs Prozent Dividende ausbezahlt werden konnte. Zwischen den Weltkriegen wurde diese Bahn von schweren wirtschaftlichen Krisen erreicht. Das Frachtaufkommen ging um zwei Drittel zurück, da viele Waren mit dem Auto transportiert wurden. Der Personenverkehr halbierte sich. Die Gesellschaft beschaffte noch einen Dieseltriebwagen, der die Strecke jedoch nicht vor der Stilllegung retten konnte.
Vor diesem Hintergrund beantragte die Gesellschaft im Mai 1925 beim König die Einstellung des Betriebes und den Abbau der Gleise für die 14 Kilometer lange Strecke Kosta–Målerås. Die Einstellung wurde jedoch nicht genehmigt. Daraufhin reduzierte die Gesellschaft den Verkehr auf ein Minimum, um nicht gegen die Konzessionsbedingungen zu verstoßen. Erst 1931 gelang es, den Verkehr auf dem Verlust bringenden Abschnitt einzustellen, am 31. Oktober 1931 wurde der Gesamtverkehr stillgelegt und 1934 erfolgte der Abbau der Gleisanlagen.
Gleichzeitig war ein Antrag über die Aufhebung des Personenverkehr auf dem Abschnitt Kosta–Lessebo gestellt worden, dem stattgegeben wurde. So endete auf dieser Strecke am 31. Oktober 1931 der Personenverkehr. Ab diesem Zeitpunkt führte die Gesellschaft wieder den ursprünglichen Namen Kosta–Lessebo Järnväg (KLJ). Nach einem weiteren Rückgang des Güterverkehrs wurde dieser am 1. Mai 1948 eingestellt. Im gleichen Jahre wurden die restlichen Gleise entfernt.
Die Lok Nr. 2 LESSEBO sowie die Personenwagen KLJ 102 (C) und KLJ 103 (BCo) sind bei der Östra Södermanlands Järnväg museal erhalten. In Lessebo wurde im Zuge der Errichtung eines Wanderweges eine alte Brücke originalgetreu renoviert.